# Erythroxylum confusum
Erythroxylum confusum är en tvåhjärtbladig växtart som beskrevs av Nathaniel Lord Britton. Erythroxylum confusum ingår i släktet Erythroxylum och familjen Erythroxylaceae. Inga underarter finns listade i Catalogue of Life.